# نهنگ آشورو
نهنگ آشورو (نام علمی: Ashorocetus) نام یک سرده از راسته آب‌بازسانان است.